# Bramsteng

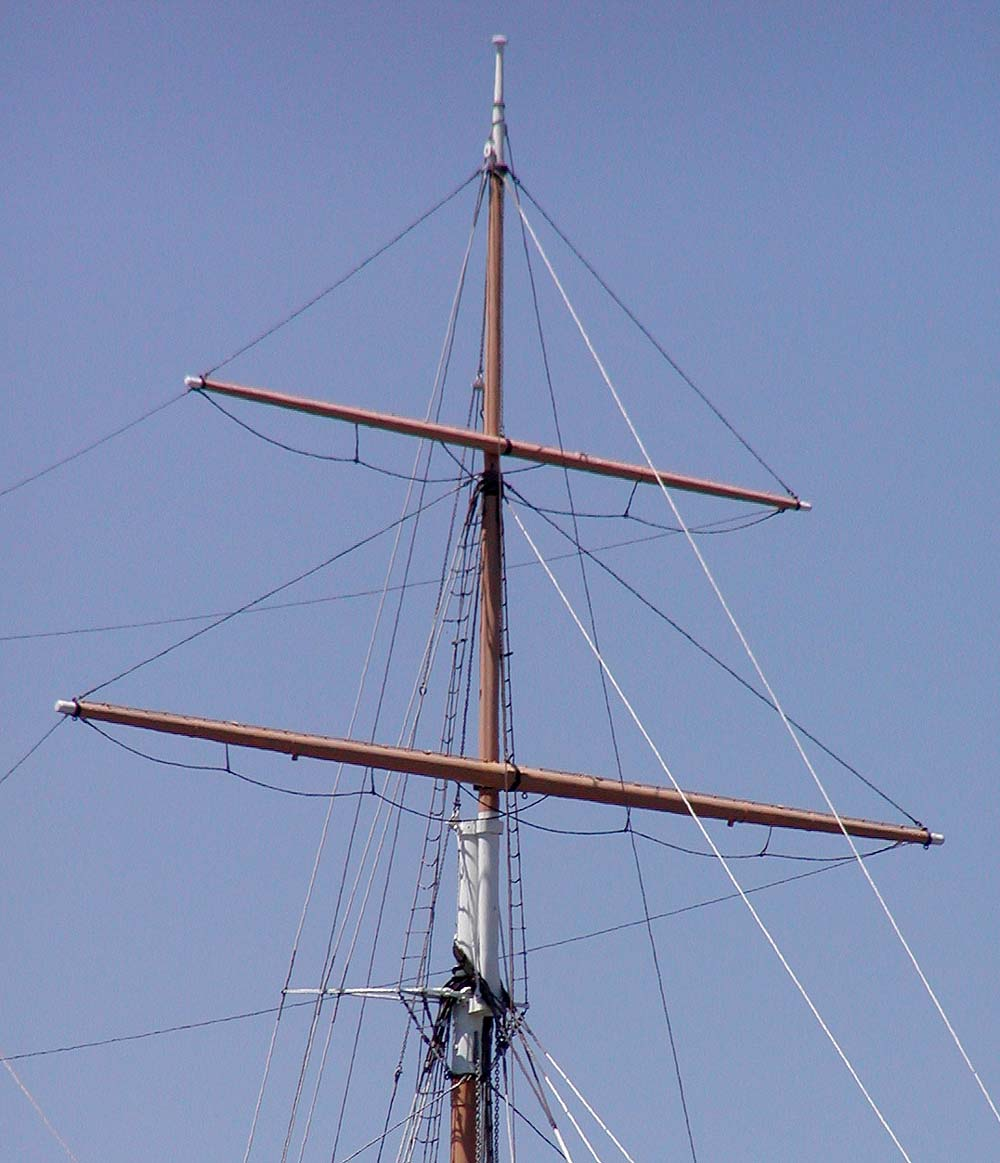
Een Bramsteng

De bramsteng is een optionele verlenging van de grote mast van een zeilschip.
Aan de bramsteng zit het bramzeil. De bramsteng kan op zijn beurt weer verlengd worden met een bovenbramsteng, met daaraan het bovenbramzeil. De bramsteng is gezekerd met verschillende stagen, waaronder de bramstag, die met de bramstagloper aangehaald wordt.